# 中央人民政府文化部
中央人民政府文化部是根据1949年9月27日中国人民政治协商会议第一届全体会议通过的《中华人民共和国中央人民政府组织法》第十八条的规定，于1949年10月1日设置的一个部门。1954年9月，第一届全国人民代表大会第一次会议在北京召开，会议通过了《中华人民共和国宪法》和《中华人民共和国国务院组织法》，成立中华人民共和国国务院。根据国务院《关于设立、调整中央和地方国家机关及有关事项的通知》，中央人民政府文化部即告结束。国务院按照《国务院组织法》的规定，将原中央人民政府文化部改为中华人民共和国文化部，接替相关工作，成为国务院组成部门。

## 部门工作
按照相关规定，中央人民政府文化部在政务院文化教育委员会的指导下展开工作。中央人民政府文化部作为国家行政机构，对全国范围内的文化、艺术事务进行统一领导和管理。

## 编制沿革
1949年10月1日，中央人民政府政务院设立中央人民政府文化部。
1950年时，中央人民政府文化部机关设置为办公厅和6局：
- 中央人民政府文化部
  - 办公厅(秘书处、行政处、人事处)
  - 艺术局（办公室、戏剧音乐处、美术处、编译出版处、资料室）
  - 科学普及局（办公室、辅导处、电化教育处、器材处、资料室）
  - 文物局（办公室、博物馆处、图书馆处、文物处、鉴定设计委员会）
  - 电影局（办公室、艺术处、制作处、发行处、私营电影企业管理处、艺术委员会、制作委员会）
  - 戏曲改进局（办公室、艺术处、曲艺处、编审处、辅导处、图书资料室、戏曲改进委员会）
  - 对外文化联络局（办公室、苏联东欧处、亚洲处、欧美处、资料室）

1951年，所属的对外文化联络局改由政务院文化教育委员会直接领导。同年，中央人民政府文化部的机关设置调整为4厅局：
- 中央人民政府文化部
  - 办公厅
  - 艺术事业管理局
  - 社会文化事业管理局
  - 电影局

1953年，中央人民政府文化部又增设了人事司和财务司。1954年增设文物局。

## 历任部长
1. 沈雁冰（1949年10月－1954年9月）

## 副部长
- 周扬
- 丁燮林（自然科学工作者，教授）
- 刘芝明（原东北行政委员会文教委员会副主任，1953年9月）
- 郑振铎（原中央人民政府文化部社会文化事业管理局局长，1954年6月）